# Parti de la Solidarité et du Progrès
Die Parti de la Solidarité et du Progrès (PSP, Kinyarwanda Ishyaka ry’Ubwisungane Bugamije Iterambere, englisch Party for Solidarity and Progress, deutsch „Partei für Solidarität und Fortschritt“) ist eine anerkannte politische Partei in Ruanda. Ihr amtierender Vorsitzender ist Alphonse Nkubana (Stand Juni 2024).

## Parteigeschichte
Die PSP wurde am 11. September 2003 gegründet. An den Parlamentswahlen 2008 nahm sie als Teil der Wahlkoalition unter Führung der Ruandischen Patriotischen Front (RPF) teil und gewann einen Sitz. Bei der Parlamentswahl 2018 gewann die Partei keinen Sitz über die Listenwahl, jedoch kam Phoebe Kanyange als Frauenrepräsentantin ins Parlament. Für die Präsidentschaftswahl am 15. Juli 2024 sprach die Partei Amtsinhaber Paul Kagame ihre Unterstützung aus.
Die Partei ist Mitglied des National Consultative Forum of Political Organizations (NFPO).